# Annabel Pitcher
Annabel Pitcher (* 1982 in West Yorkshire) ist eine britische Schriftstellerin.

## Leben
Pitcher wuchs in einem kleinen Dorf in West Yorkshire auf. Sie studierte englische Literatur an der University of Oxford. Nach ihrem Abschluss arbeitete sie für eine Fernsehproduktionsgesellschaft, wurde danach im Bereich der Öffentlichkeitsarbeit tätig, sowie schließlich als Englischlehrerin. Mit der Veröffentlichung ihres ersten Buches gab sie ihre Lehrtätigkeit auf arbeitet sie nun hauptberuflich als Schriftstellerin.
Ihr Debütroman My Sister Lives on the Mantelpiece wurde für 25 Preise nominiert. Unter anderem erhielt sie den Branford Boase Award und einen Betty Trask Award der Society of Authors. Für ihr zweites Buch, Ketchup Clouds, erhielt sie 2013 den Waterstone’s Children’s Book Prize.
Pitcher ist verheiratet und Mutter dreier Söhne.

## Veröffentlichungen
- My Sister Lives on the Mantelpiece (Orion Children’s Books, 2011) ISBN 978-1-4440-0183-9
  - Deutsch: Meine Schwester lebt auf dem Kaminsims. Übersetzt von Sibylle Schmidt. München: Goldmann, 2012, ISBN 978-3-442-31253-5
- Ketchup Clouds (Indigo, 2012) ISBN 978-1-78062-030-5
  - Deutsch: Ketchuprote Wolken. Übersetzt von Sibylle Schmidt. München: Goldmann, 2013, ISBN 978-3-442-31254-2
- Silence is Goldfish (Orion Children’s Books, 2015) ISBN 978-1-78062-000-8
  - Deutsch: Schweigen ist Goldfisch. Übersetzt von Susanne Hornfeck. Frankfurt am Main: Fischer Sauerländer, 2016, ISBN 978-3-7373-5375-5
- The Last Days of Archie Maxwell (Barrington Stoke, 2017) ISBN 978-1-78112-728-5